# Eógabal
Eógabal, aussi appelé Eogabail, Eogabul et Owel, est une divinité irlandaise. Sa généalogie est variable selon les sources : il est fils de Manannan Mac Lir ou de Donn (en), petit-fils de Midir, et père ou grand-père des déesses Áine et Grian et du druide Fer Fidail. Il est parfois présenté comme le père de Fer Í, ou bien ils pourraient être le même personnage.

## Divinité
Il est aussi appelé Eogabail, Eogabul et Owel.
Il est le fils adoptif du dieu-océan Manannan Mac Lir, ainsi que le père de Fer Í, d'après les Dindshenchas (en),. Selon les sources, il est le père ou le grand-père des déesses Áine et Grian et du druide Fer Fidail, et Fer Í est parfois leur père ou leur frère. Selon T. F. O'Rahilly (en), Eógabal et Fer Í sont peut-être le même personnage, ce qui expliquerait cette généalogie trouble. Il peut aussi être assimilé à Éogan Mór, de la dynastie des Eóganachta. Il est tué par un assassin nommé Ferches.
D'après l'archéologue et folkloriste irlandais Thomas J. Westropp (en), Eógabal est lié, avec ses enfants Áine et Fer Í, à Cnoc Áine (en). Il serait le fils de Donn, fils du dieu Midir, et le frère d'Uainide.